# René Saint-Pierre
René Saint-Pierre, né le 14 décembre 1899 à Granby et mort le 5 novembre 1972 à Saint-Hyacinthe, est un administrateur et homme politique québécois.
Il est ministre des Travaux publics dans le gouvernement de Jean Lesage du 28 mars 1961  au 16 juin 1966 et député de Saint-Hyacinthe à l'Assemblée législative du Québec pour le Parti libéral de 1956 à 1966.